# Fällträsk
Fällträsk är en småort i Luleå kommun och Nederluleå socken i Norrbotten. Den ligger mellan sjöarna Fällträsket och Långträsket i Piteå kommun. 
Byaföreningen i Fällträsk tillhandahåller ett byahus för byborna.